# رضوی کریم رومی
رضوی کریم رومی (بنگالی: রিজভী করিম রুমি؛ زادهٔ ۱۸ مهٔ ۱۹۶۸) بازیکن فوتبال اهل بنگلادش بود.
وی همچنین در تیم ملی فوتبال بنگلادش بازی کرده است.
وی در مسابقات کشوری و بین‌المللی در مجموع برندهٔ ۱ مدال نقره، ۱ مدال برنز شده است.